# Campeonato Brasileiro Série C 2005
In 2005 werd de zestiende editie van het Campeonato Brasileiro Série C gespeeld, de derde hoogste klasse van het Braziliaanse voetbal. De competitie werd gespeeld van 31 juli tot 20 november. Remo werd kampioen.

## Format
Er namen 63 clubs deel die in de eerste fase verdeeld werden over 16 poules van drie tot vier clubs, de top twee stootte telkens door naar de tweede fase. Na drie knockout rondes bleven er vier clubs over die elkaar nogmaals in poulefase bekampten. Naast de kampioen promoveerde ook de vicekampioen naar de Série B.

## Eerste fase

### Groep 1
| Plaats | Club             | Wed. | W | G | V | Saldo | Ptn. |
| ------ | ---------------- | ---- | - | - | - | ----- | ---- |
| 1.     | Nacional         | 4    | 3 | 1 | 0 | 8:4   | 10   |
| 2.     | Independência    | 4    | 1 | 1 | 2 | 4:7   | 4    |
| 3.     | Grêmio Coariense | 4    | 1 | 0 | 3 | 7:8   | 3    |

|  | Geplaatst voor tweede fase |

### Groep 2
| Plaats | Club            | Wed. | W | G | V | Saldo | Ptn. |
| ------ | --------------- | ---- | - | - | - | ----- | ---- |
| 1.     | Vila Aurora     | 6    | 3 | 3 | 0 | 12:7  | 12   |
| 2.     | São Raimundo-PA | 6    | 2 | 2 | 2 | 12:8  | 8    |
| 3.     | Luverdense      | 6    | 2 | 1 | 3 | 12:9  | 7    |
| 4.     | Ji-Paranà       | 6    | 1 | 2 | 3 | 2:14  | 5    |

|  | Geplaatst voor tweede fase |

### Groep 3
| Plaats | Club            | Wed. | W | G | V | Saldo | Ptn. |
| ------ | --------------- | ---- | - | - | - | ----- | ---- |
| 1.     | Remo            | 6    | 4 | 2 | 0 | 14:7  | 14   |
| 2.     | Abaeté          | 6    | 3 | 1 | 2 | 9:6   | 10   |
| 3.     | São José        | 6    | 1 | 2 | 3 | 7:10  | 5    |
| 4.     | São Raimundo-RR | 6    | 1 | 1 | 4 | 6:13  | 4    |

|  | Geplaatst voor tweede fase |

### Groep 4
| Plaats | Club           | Wed. | W | G | V | Saldo | Ptn. |
| ------ | -------------- | ---- | - | - | - | ----- | ---- |
| 1.     | Moto Club      | 6    | 3 | 2 | 1 | 8:5   | 11   |
| 2.     | Tocantinópolis | 6    | 3 | 1 | 2 | 10:7  | 10   |
| 3.     | Imperatriz     | 6    | 2 | 2 | 2 | 6:7   | 8    |
| 4.     | Parnahyba      | 6    | 1 | 1 | 4 | 9:14  | 4    |

|  | Geplaatst voor tweede fase |

### Groep 5
| Plaats | Club        | Wed. | W | G | V | Saldo | Ptn. |
| ------ | ----------- | ---- | - | - | - | ----- | ---- |
| 1.     | Ferroviário | 6    | 5 | 0 | 1 | 14:7  | 15   |
| 2.     | Icasa       | 6    | 3 | 0 | 3 | 9:8   | 9    |
| 3.     | Serrano     | 6    | 2 | 1 | 3 | 5:8   | 7    |
| 4.     | Piauí       | 6    | 1 | 1 | 4 | 1:6   | 4    |

|  | Geplaatst voor tweede fase |

### Groep 6
| Plaats | Club                  | Wed. | W | G | V | Saldo | Ptn. |
| ------ | --------------------- | ---- | - | - | - | ----- | ---- |
| 1.     | Coruripe              | 6    | 5 | 0 | 1 | 14:9  | 15   |
| 2.     | América de Natal      | 6    | 3 | 0 | 3 | 9:5   | 9    |
| 3.     | Nacional de Patos (1) | 6    | 4 | 0 | 2 | 13:9  | 6    |
| 4.     | Vitória               | 6    | 0 | 0 | 6 | 3:16  | 0    |

(1): Nacional kreeg zes strafpunten voor het opstellen van een niet-speelgerechtigde speler.
|  | Geplaatst voor tweede fase |

### Groep 7
| Plaats | Club     | Wed. | W | G | V | Saldo | Ptn. |
| ------ | -------- | ---- | - | - | - | ----- | ---- |
| 1.     | Treze    | 6    | 4 | 1 | 1 | 14:10 | 13   |
| 2.     | ABC      | 6    | 2 | 2 | 2 | 6:6   | 8    |
| 3.     | ASA      | 6    | 2 | 1 | 3 | 5:7   | 7    |
| 4.     | Baraúnas | 6    | 1 | 2 | 3 | 8:10  | 5    |

|  | Geplaatst voor tweede fase |

### Groep 8
| Plaats | Club      | Wed. | W | G | V | Saldo | Ptn. |
| ------ | --------- | ---- | - | - | - | ----- | ---- |
| 1.     | Sergipe   | 6    | 4 | 1 | 1 | 12:5  | 13   |
| 2.     | Itabaiana | 6    | 3 | 1 | 2 | 7:6   | 10   |
| 3.     | Ipitanga  | 6    | 2 | 2 | 2 | 9:9   | 8    |
| 4.     | Juazeiro  | 6    | 1 | 0 | 5 | 5:13  | 3    |

|  | Geplaatst voor tweede fase |

### Groep 9
| Plaats | Club             | Wed. | W | G | V | Saldo | Ptn. |
| ------ | ---------------- | ---- | - | - | - | ----- | ---- |
| 1.     | Ipatinga         | 6    | 3 | 1 | 2 | 13:7  | 10   |
| 2.     | Serra            | 6    | 3 | 1 | 2 | 11:10 | 10   |
| 3.     | Americano        | 6    | 2 | 2 | 2 | 7:11  | 8    |
| 4.     | Estrela do Norte | 6    | 1 | 2 | 3 | 6:9   | 5    |

|  | Geplaatst voor tweede fase |

### Groep 10
| Plaats | Club                | Wed. | W | G | V | Saldo | Ptn. |
| ------ | ------------------- | ---- | - | - | - | ----- | ---- |
| 1.     | Atlético Sorocaba   | 6    | 2 | 3 | 1 | 11:7  | 9    |
| 2.     | Mogi Mirim          | 6    | 2 | 3 | 1 | 9:6   | 9    |
| 3.     | Madureira           | 6    | 2 | 2 | 2 | 6:8   | 8    |
| 4.     | Portuguesa Santista | 6    | 2 | 0 | 4 | 5:10  | 6    |

|  | Geplaatst voor tweede fase |

### Groep 11
| Plaats | Club        | Wed. | W | G | V | Saldo | Ptn. |
| ------ | ----------- | ---- | - | - | - | ----- | ---- |
| 1.     | Londrina    | 6    | 3 | 2 | 1 | 11:6  | 11   |
| 2.     | CENE        | 6    | 3 | 2 | 1 | 10:8  | 11   |
| 3.     | Cianorte    | 6    | 2 | 2 | 2 | 6:6   | 8    |
| 4.     | Operário-MS | 6    | 0 | 2 | 4 | 5:12  | 2    |

|  | Geplaatst voor tweede fase |

### Groep 12
| Plaats | Club             | Wed. | W | G | V | Saldo | Ptn. |
| ------ | ---------------- | ---- | - | - | - | ----- | ---- |
| 1.     | Ceilândia        | 6    | 3 | 1 | 2 | 11:7  | 10   |
| 2.     | Paranoá          | 6    | 3 | 0 | 3 | 7:8   | 9    |
| 3.     | Mineiros         | 6    | 2 | 3 | 1 | 5:4   | 9    |
| 4.     | Grêmio Inhumense | 6    | 1 | 2 | 3 | 8:12  | 5    |

|  | Geplaatst voor tweede fase |

### Groep 13
| Plaats | Club                 | Wed. | W | G | V | Saldo | Ptn. |
| ------ | -------------------- | ---- | - | - | - | ----- | ---- |
| 1.     | Rio Branco-SP        | 6    | 2 | 3 | 1 | 10:9  | 9    |
| 2.     | Ituiutaba            | 6    | 2 | 2 | 2 | 8:10  | 8    |
| 3.     | União São João       | 6    | 2 | 1 | 3 | 14:13 | 7    |
| 4.     | América de Rio Preto | 6    | 1 | 4 | 1 | 11:11 | 7    |

|  | Geplaatst voor tweede fase |

### Groep 14
| Plaats | Club            | Wed. | W | G | V | Saldo | Ptn. |
| ------ | --------------- | ---- | - | - | - | ----- | ---- |
| 1.     | Villa Nova      | 6    | 2 | 3 | 1 | 6:4   | 9    |
| 2.     | Volta Redonda   | 6    | 2 | 3 | 1 | 4:3   | 9    |
| 3.     | Cabofriense     | 6    | 1 | 3 | 2 | 4:5   | 6    |
| 4.     | América Mineiro | 6    | 1 | 3 | 2 | 5:7   | 6    |

|  | Geplaatst voor tweede fase |

### Groep 15
| Plaats | Club          | Wed. | W | G | V | Saldo | Ptn. |  |
| ------ | ------------- | ---- | - | - | - | ----- | ---- |  |
| 1.     | Novo Hamburgo | 6    | 3 | 2 | 1 | 8:4   | 11   |  |
| 2.     | Joinville     | 6    | 3 | 1 | 2 | 9:6   | 10   |  |
| 3.     | ADAP          | 6    | 3 | 0 | 3 | 5:8   | 9    |  |
| 4.     | Iraty         | 6    | 1 | 1 | 4 | 5:9   | 4    |  |

|  | Geplaatst voor tweede fase |

### Groep 16
| Plaats | Club                | Wed. | W | G | V | Saldo | Ptn. |
| ------ | ------------------- | ---- | - | - | - | ----- | ---- |
| 1.     | Glória              | 6    | 4 | 1 | 1 | 8:5   | 13   |
| 2.     | Gaúcho              | 6    | 3 | 0 | 3 | 5:5   | 9    |
| 3.     | Atlético de Ibirama | 6    | 2 | 2 | 2 | 5:4   | 8    |
| 4.     | Marcílio Dias       | 6    | 1 | 1 | 4 | 1:5   | 4    |

|  | Geplaatst voor tweede fase |

## Tweede fase
In geval van gelijkspel geldt de uitdoelpuntregel, indien het dan nog gelijk is worden er straschoppen genomen, tussen haakjes weergegeven. De beste verliezer wordt nog opgevist voor de volgende ronde.
| Team #1          | Tot.        | Team #2           | 1ste wed | 2de wed |
| ---------------- | ----------- | ----------------- | -------- | ------- |
| CENE             | 2 - 3       | Ceilândia         | 1 - 2    | 1 - 1   |
| Paranoá          | 1 - 1 (3-4) | Londrina          | 1 - 0    | 0 - 1   |
| Ipatinga         | 4 - 4 (4-2) | Mogi Mirim        | 2 - 2    | 2 - 2   |
| Serra            | 5 - 5       | Atlético Sorocaba | 4 - 3    | 1 - 5   |
| Independência    | 3 - 4       | Vila Aurora       | 2 - 1    | 1 - 3   |
| São Raimundo-PA  | 3 - 6       | Nacional          | 2 - 2    | 1 - 4   |
| Tocantinópolis   | 3 - 4       | Remo              | 2 - 0    | 1 - 4   |
| Abaeté           | 1 - 1 (5-4) | Moto Club         | 1 - 0    | 0 - 1   |
| Icasa            | 3 - 6       | Coruripe          | 1 - 0    | 2 - 6   |
| América de Natal | 5 - 4       | Ferroviário       | 2 - 1    | 3 - 3   |
| ABC              | 3 - 2       | Sergipe           | 3 - 2    | 0 - 0   |
| Itabaiana        | 1 - 5       | Treze             | 1 - 1    | 0 - 4   |
| Ituiutaba        | 1 - 6       | Villa Nova        | 1 - 3    | 0 - 3   |
| Volta Redonda    | 2 - 2       | Rio Branco        | 2 - 1    | 0 - 1   |
| Gaúcho           | 1 - 3       | Novo Hamburgo     | 0 - 0    | 1 - 3   |
| Joinville        | 3 - 1       | Glória            | 3 - 1    | 0 - 0   |

## Derde fase
In geval van gelijkspel geldt de uitdoelpuntregel, indien het dan nog gelijk is worden er straschoppen genomen, tussen haakjes weergegeven. De beste verliezer wordt nog opgevist voor de volgende ronde.
| Team #1       | Tot.        | Team #2           | 1ste wed | 2de wed |
| ------------- | ----------- | ----------------- | -------- | ------- |
| Ceilândia     | 4 - 0       | Londrina          | 3 - 0    | 1 - 0   |
| Ipatinga      | 6 - 1       | Atlético Sorocaba | 2 - 0    | 4 - 1   |
| Vila Aurora   | 6 - 6       | Nacional          | 4 - 3    | 2 - 3   |
| Remo          | 4 - 3       | Abaeté            | 1 - 1    | 3 - 2   |
| Coruripe      | 2 - 4       | América de Natal  | 1 - 1    | 1 - 3   |
| ABC           | 1 - 1 (4-5) | Treze             | 1 - 0    | 0 - 1   |
| Villa Nova    | 6 - 2       | Rio Branco        | 1 - 0    | 5 - 2   |
| Novo Hamburgo | 1 - 1 (4-3) | Joinville         | 1 - 0    | 0 - 1   |

## Vierde fase
In geval van gelijkspel geldt de uitdoelpuntregel, indien het dan nog gelijk is worden er straschoppen genomen, tussen haakjes weergegeven. De beste verliezer wordt nog opgevist voor de volgende ronde.
| Team #1          | Tot.  | Team #2       | 1ste wed | 2de wed |
| ---------------- | ----- | ------------- | -------- | ------- |
| Ceilândia        | 1 - 2 | Ipatinga      | 1 - 2    | 0 - 0   |
| Nacional         | 1 - 2 | Remo          | 0 - 2    | 1 - 0   |
| América de Natal | 3 - 2 | Treze         | 2 - 0    | 1 - 2   |
| Villa Nova       | 4 - 5 | Novo Hamburgo | 3 - 3    | 1 - 2   |

## Finalegroep
| Plaats | Club             | Wed. | W | G | V | Saldo | Ptn. |
| ------ | ---------------- | ---- | - | - | - | ----- | ---- |
| 1.     | Remo             | 6    | 3 | 1 | 2 | 7:5   | 10   |
| 2.     | América de Natal | 6    | 3 | 1 | 2 | 8:7   | 10   |
| 3.     | Ipatinga         | 6    | 2 | 3 | 1 | 8:7   | 9    |
| 4.     | Novo Hamburgo    | 6    | 1 | 1 | 4 | 8:12  | 4    |

|  | Kampioen, promotie naar Série B |
|  | Promotie naar Série B           |

### Kampioen
| Campeonato Brasileiro Série C de 2005 |
| Pará                                  |
| ------------------------------------- |
| REMO Kampioen (1° titel)              |